# В пустыне и джунглях
«В пустыне и джунглях» (пол. W pustyni i w puszczy) — польский двухсерийный приключенческий художественный фильм 1973 года, снятый режиссёром Владиславом Слесицким на киностудии Iluzjon.
Другие названия: «В пустыне и в джунглях», «В пустыне и на дикой местности», «В пустыне и в пустынной местности», «В дебрях Африки», «В недрах Африки».
Экранизация повести Генрика Сенкевича «В дебрях Африки» 1911 года.
Премьера фильма состоялась 15 октября 1973 года.

## Сюжет
Действие фильма происходит в 1880-е годы.
В фильме рассказывается об опасных странствиях двух детей, 8-летней англичанки Нэль Роулиссон и 14-летнего поляка Стася Тарковского, которые должны отправиться из Порт-Саида в Эль-Фоном к своим отцам в сопровождении гувернантки. Но их похищают сторонники восставшего против английских властей Мухаммада Ахмада, провозгласившего себя Махди, чтобы выкупить у английского губернатора заложников. По дороге Стасю и Нэль удаётся бежать от похитителей, и они оказываются в глубине Африки. Единственное спасение их — выход к Индийскому океану. В пути детей ждёт много опасных приключений, им встретятся два чернокожих ребёнка — Кали и Меа, которые будут им помогать в непроходимых джунглях. Стасю и Нэль предстоит бороться против диких зверей и тропических ливней, малярии и работорговцев.

## В ролях
- Томаш Менджак — Стась Тарковский (дублировал Станислав Захаров)
- Моника Роска — Нэль Роулисон (дублировала Маргарита Корабельникова)
- Станислав Ясюкевич — Владислав Тарковский (дублирует Виктор Рождественский)
- Эдмунд Феттинг — Джордж Роулисон (дублирует Александр Белявский)
- Эмос Банго — Кали (дублирует Алексей Золотницкий)
- Малия Мекки — Меа (дублирует Юлия Бугаева)
- Зыгмунд Мацеевский — Линде, географ
- Зигмунт Хобот — Калиопули, грек (дублировал Юрий Чекулаев)
- Ахмед Мареи — Хамис (дублировал Рудольф Панков)
- Ахмед Хегази — Гебр (дублировал Евгений Красавцев)
- Ибрагим Схеми — Идрис (дублировал Олег Мокшанцев)
- Аббас Фарес — купец
- Абдель Менам — Абу Эль Фатох Махди
- Фатима Хелал — Фатима
- Мохамед Хамди — Тхадил
- Хосна Соломон — Динах
- Богомил Симеонов — бедуин
- Гаврил Гаврилов — бедуин
- Стефания Менджак — мадам Оливье (нет в титрах)
- Пшемыслав Садовский — майор (нет в титрах)
- Ежи Камас — озвучание

## Дополнительная информация
- Фильм снимался в Египте, Судане и Болгарии.
- На сегодня фильм занимает второе месте по количеству зрителей, которые посмотрели его в кинотеатрах Польши. Только во время Польской Народной Республики его посмотрели 31 миллион зрителей.
- Актёр Станислав Ясюкевич, сыгравший роль отца Стася, на съёмках фильма тяжело заболел и умер ещё до того, как фильм был закончен. Его смерть заставила изменить концовку фильма. В финальных сценах его героя озвучивал актёр Ежи Камас.